# Bunty Avieson
Bunty Avieson est une femme de lettres, une journaliste et une universitaire australienne, auteure de romans policiers.

## Biographie
Bunty Avieson est titulaire d'un doctorat, d'une maîtrise en philosophie et d'un diplôme associé en journalisme. En 2008-2009, elle travaille comme consultant pour les médias auprès du journal Bhutan Observer (en), financé en partie par le programme des Nations unies pour le développement et consultant auprès de Bureau Asie-Pacifique de Journalists Without Borders. Dans les années 1990, elle a été directrice éditoriale des magazines féminins, Woman's Day (en) et New Idea (en).
En 2001, elle publie son premier roman, Apartment 255 (en) pour lequel elle est lauréate du prix Ned Kelly 2002 du meilleur premier roman.

## Œuvre

### Romans
- Apartment 255 (en) (2001)
- The Affair (2002)
- The Wrong Door (2003)

### Autres ouvrages
- A Baby in a Backpack to Bhutan (2004)
- The Dragon's Voice (2015)

## Prix et distinctions

### Prix
- Prix Ned Kelly 2002 du meilleur premier roman pour Apartment 255[1]

### Nominations
- Prix Ned Kelly 2003 du meilleur roman pour The Affair[1]
- Prix Ned Kelly 2004 du meilleur roman pour The Wrong Door[1]